# Lyogoniosoma carum
Lyogoniosoma carum is een hooiwagen uit de familie Gonyleptidae.